# Lập trường chính trị của Đảng Dân chủ
Cương lĩnh của Đảng Dân chủ Hoa Kỳ nói chung dựa trên chủ nghĩa tự do Mỹ, trái ngược với chủ nghĩa bảo thủ của Đảng Cộng hòa. Đảng có nhiều các phe phái trung dung và các phe phái tiến bộ, cũng như các phần tử bảo thủ và xã hội chủ nghĩa nhỏ hơn.
Những lập trường Dân chủ tìm cách thúc đẩy các chương trình xã hội, liên đoàn lao động, bảo vệ người tiêu dùng, quy định an toàn tại nơi làm việc, cơ hội bình đẳng, quyền của người khuyết tật, công bằng chủng tộc, quy định chống ô nhiễm môi trường, và cải cách tư pháp hình sự. Đảng Dân chủ thường có xu hướng ủng hộ quyền phá thai và cộng đồng LGBT, cũng như một lộ trình trở thành công dân Hoa Kỳ cho những người nhập cư không có giấy tờ ghi nhận. Các đảng viên Dân chủ thường đồng ý với quan điểm của các nhà khoa học về biến đổi khí hậu và ủng hộ cách tiếp cận đa phương trong chính sách đối ngoại.